# Katherina Kubenk
Katherina Kubenk (* 11. Oktober 1970 in Toronto, Ontario) ist eine ehemalige kanadische Freestyle-Skierin. Sie startete in allen Disziplinen und hatte ihre Stärken in der Kombination. In dieser Disziplin wurde sie 1993 Weltmeisterin. Zudem gewann sie zweimal den Freestyle-Gesamtweltcup sowie einmal die Disziplinenwertung in der Kombination.

## Biografie
Katherina Kubenk ist tschechoslowakischer Herkunft und kam in Toronto zur Welt.
Kubenk nahm 1987 an den internationalen Jugendmeisterschaften am Suomutunturi in Finnland teil und gewann die Bronzemedaille in der Kombination. Am 8. Dezember 1989 gab sie in Tignes ihr Debüt im Freestyle-Skiing-Weltcup und startete von Anfang an in allen Disziplinen. Mit zwei zweiten Plätzen in den Kombinationen von Calgary und Inawashiro belegte sie gleich in ihrer ersten Saison Rang drei der Disziplinenwertung. Ansonsten gelangen ihr nur im Ballett zwei Top-10-Platzierungen. Im folgenden Winter ließen ihre Leistungen leicht nach, bei ihren ersten Weltmeisterschaften in Lake Placid kam sie in ihrer Paradedisziplin nicht über Rang fünf hinaus. 1991/92 konnte sie dafür erstmals auch im Moguls und im Aerials punkten. Zudem gelang ihr in der Kombination von Blackcomb ihr erster Weltcupsieg.
Ihre größten Erfolge feierte Kubenk in der Saison 1992/93. Mit vier siegen und Bestleistungen in ihren beiden schwächeren Disziplinen sicherte sie sich erstmals den Gewinn des Gesamtweltcups sowie der Kombinations-Disziplinenwertung. Bei den Weltmeisterschaften in Altenmarkt-Zauchensee gewann sie in der Kombination die Goldmedaille. Bei ihren einzigen olympischen Spielen in Lillehammer belegte sie die Ränge 16 und 19 auf der Buckelpiste und im Springen. Die Weltmeisterschaften in La Clusaz beendete sie mit der Bronzemedaille in der Kombination. Obwohl ab 1995/96 keine Weltcup-Kombinationen mehr ausgetragen wurden, konnte Kubenk noch einmal den Gesamtweltcup gewinnen. Dazu genügten ihr Punkte aus Ballett und Moguls. Im Ballett gelang ihr außerdem mit Rang zwei in Blackcomb ihr erster und einziger Podestplatz in einer Einzeldisziplin. Bei ihrem letzten Großereignis, den Weltmeisterschaften in Iizuna kogen, konnte sie nicht überraschen und blieb ohne Medaille. Nachdem sie zuletzt nur noch im Ballett gestartet war, beendete Kubenk im März 1998 ihre aktive Laufbahn im Leistungssport.
Katherina Kubenk studierte Sportwissenschaft und Coaching am Douglas College in British Columbia und war noch vor ihrem Karriereende zunächst als Eventmanagerin tätig. Später arbeitete sie als Sortdirektorin für den kanadischen Freestyle-Skiverband und Unternehmensberaterin für verschiedene Organisationen.

## Erfolge

### Olympische Spiele
- Lillehammer 1994: 16. Moguls, 19. Aerials

### Weltmeisterschaften
- Lake Placid 1991: 5. Kombination, 17. Aerials, 22. Ballett, 24. Moguls
- Altenmarkt-Zauchensee 1993: 1. Kombination, 8. Ballett, 17. Moguls, 18. Aerials
- La Clusaz 1995: 3. Kombination, 6. Moguls, 18. Aerials, 20. Ballett
- Nagano 1997: 15. Ballett, 27. Moguls

### Weltcupwertungen
| Saison  | Gesamt | Gesamt | Aerials | Aerials | Moguls | Moguls | Dual Moguls | Dual Moguls | Ballett | Ballett | Kombination | Kombination |
| Saison  | Platz  | Punkte | Platz   | Punkte  | Platz  | Punkte | Platz       | Punkte      | Platz   | Punkte  | Platz       | Punkte      |
| ------- | ------ | ------ | ------- | ------- | ------ | ------ | ----------- | ----------- | ------- | ------- | ----------- | ----------- |
| 1989/90 | 18.    | 8      | –       | –       | –      | –      | –           | –           | 16.     | 12      | 3.          | 33          |
| 1990/91 | 24.    | 6      | –       | –       | –      | –      | –           | –           | 16.     | 10      | 5.          | 42          |
| 1991/92 | 11.    | 10     | 16.     | 13      | 27.    | 3      | –           | –           | 12.     | 19      | 4.          | 43          |
| 1992/93 | 1.     | 174    | 13.     | 404     | 15.    | 380    | –           | –           | 9.      | 516     | 1.          | 592         |
| 1993/94 | 3.     | 140    | 19.     | 344     | 22.    | 252    | –           | –           | 10.     | 524     | 2.          | 680         |
| 1994/95 | 3.     | 144    | 19.     | 284     | 17.    | 312    | –           | –           | 12.     | 448     | 3.          | 564         |
| 1995/96 | 1.     | 117    | –       | –       | 23.    | 276    | –           | –           | 7.      | 580     | –           | –           |
| 1996/97 | 3.     | 99     | –       | –       | 24.    | 128    | 26.         | 52          | 9.      | 472     | –           | –           |
| 1997/98 | 19.    | 78     | –       | –       | –      | –      | –           | –           | 7.      | 312     | –           | –           |

### Weltcupsiege
Kubenk errang im Weltcup 30 Podestplätze, davon 9 Siege:
| Datum             | Ort          | Land       | Disziplin   |
| ----------------- | ------------ | ---------- | ----------- |
| 21. Januar 1992   | Blackcomb    | Kanada     | Kombination |
| 17. Januar 1993   | Breckenridge | USA        | Kombination |
| 31. Januar 1993   | Le Relais    | Kanada     | Kombination |
| 27. Februar 1993  | La Plagne    | Frankreich | Kombination |
| 28. März 1993     | Lillehammer  | Norwegen   | Kombination |
| 12. Dezember 1993 | Tignes       | Frankreich | Kombination |
| 22. Dezember 1993 | La Plagne    | Frankreich | Kombination |
| 9. Januar 1994    | Blackcomb    | Kanada     | Kombination |
| 9. Februar 1994   | Hundfjället  | Schweden   | Kombination |

### Weitere Erfolge
- 6 kanadische Meistertitel (Kombination 1990–1993, Ballett 1995 und 1998)[2]
- Bronze in der Kombination bei den internationalen Jugendmeisterschaften 1987